# Walter Lewin
Walter Lewin (danès: Walter Hendrik Gustav Lewin)  (la Haia, 29 de gener de 1936) és un astrofísic holandès i exprofessor de física a l'Institut de Tecnologia de Massachusetts. Lewin va obtenir el seu doctorat en física nuclear el 1965 a la Universitat Tècnica de Delft i va ser membre de la facultat de física de l'MIT durant 43 anys des de 1966 fins a la seva jubilació en 2009.
Les contribucions de Lewin en astrofísica inclouen el primer descobriment d'una estrella de neutrons en rotació a través d'estudis amb globus a tot el cel i la investigació en detecció de raigs X en investigacions a través de satèl·lits i observatoris.
Lewin ha rebut premis per la docència i és conegut per les seves conferències sobre física i la seva publicació en línia a través de YouTube, edX i MIT OpenCourseWare .
Al desembre de 2014, l'MIT va revocar el títol de professor emèrit de Lewin després que una investigació de l'MIT determinés que Lewin havia violat la política de la universitat a l'assetjar sexualment a un estudiant en línia en un curs de MITx en línia que va impartir a la tardor de 2013.

## Biografia
Walter Hendrik Gustav Lewin va néixer l'any 1936 a l'Haia, Països Baixos. El seu pare va ser Walter Simon Lewin i la seva mare Pieternella Johanna van der Tang. Lewin va créixer enmig de les turbulències de la Segona Guerra Mundial. La seva família va haver d'amagar-se poc després que els nazis envaïssin el país. Molts dels parents de Lewin van ser capturats i enviats a les cambres de gas; el seu avi, Gustav Lewin, i la seva àvia, Emma Lewin, van morir a les cambres de gas d'Auschwitz en 1942. Per protegir la seva família, el pare de Walter Lewin, qui, a diferència de la mare, era jueu, va decidir anar-se'n sense dir res a ningú. La mare va criar als fills, mentre va seguir a càrrec d'una petita escola que ella i el seu marit havien obert anteriorment. En acabar la guerra, el pare va reaparèixer. El pare i la mare de Lewin van continuar llavors a càrrec de l'escola, que va influir notablement en la vocació de Lewin per l'ensenyament.

## Educació i carrera
Va estudiar física nuclear a la Universitat Tècnica de Delft, als Països Baixos, on va obtenir el seu doctorat en 1965. Entre 1960 i 1965 va ser professor de física en el Libanon Lyceum de Rotterdam. Durant aquest mateix període va dur a terme investigacions en el camp de la física nuclear de baixa energia a la Universitat Tècnica de Delft.
Walter Lewin va arribar a l'MIT al gener de 1966 com a col·laborador post-doctoral, i es va convertir més tard aquest mateix any a professor ajudant ("assistant professor"). Segons ell mateix comenta, pensava estar a l'MIT un any només, però li va agradar tant que es va quedar i mai va sortir d'allà. Es va unir a un grup d'astronomia de raigs X i va examinar tot el firmament mitjançant globus sonda juntament amb George W. Clark. A la fi dels setanta, hi va haver uns vint vols d'aquests globus que van tenir èxit. Aquests sondejos amb globus van portar a la descoberta de cinc noves fonts de raigs X, la qual cosa va duplicar el nombre de fonts conegudes en aquella època. A més, es va trobar que algunes d'aquestes fonts de raigs X variaven, i llançaven espurnes de raigs X. Els coets usats per altres investigadors mai podrien haver descobert que les fonts de raigs X variaven, perquè romanien en l'aire tan sols durant uns minuts, mentre que els globus podien estar en l'aire durant moltes hores. Els sondejos també van donar com a resultat el descobriment de GX1 + 4, que va ser el primer púlsar que es va trobar que rotés lentament.
Walter Lewin va ser promogut a "Associate Professor" de física el 1968 i a "Professor" el 1974. Va rebre en 2003 el premi "Everett Moore Baker Memorial Award for Excellence in Undergraduate Teaching". Algunes de les seves classes i conferències estan disponibles en línia en vídeo, entre elles l'última, que va donar com a Professor Emèrit, el 16 de maig de 2011, amb motiu de la presentació del seu llibre "For The Love Of Physics: From the End of the Rainbow to the Edge of Time - A Journey Through the Wonders of Physics ", escrit amb Warren Goldstein.

### Premis
Walter Lewin ha rebut fins al moment els següents premis i reconeixements:
1978: premi NASA for Exceptional Scientific Achievement (èxits científics excepcionals).
1984: premi Alexander von Humboldt; Beca Guggenheim; premi del Consell Científic de l'MIT a l'excel·lència en l'ensenyament universitari.
1988: premi W. Buechner d'ensenyament, del departament de física.
1986: Distinguished Spring Lecturer a la Universitat de Princeton.
1993: membre de la Reial Acadèmia de les Arts i les Ciències dels Països Baixos .
1996: membre de la American Physical Society.
1997: premi NASA Group Achievement pel descobriment d'un tipus de púlsar denominat " Bursting Pulsar ".
2003: premi Everett Moore Baker Memorial a l'excel·lència en l'ensenyament universitari.
2011: el 5 de maig va rebre el primer premi OCW a l'excel·lència.
2012: el 3 d'abril va ser situat entre els 300 millors professors dels Estats Units, per la Princeton Review. És l'únic professor de l'MIT que l'ha aconseguit fins al moment.

### Descobriments
- Descobriment de la primera estrella de neutrons de període lent de rotació, a través de fonts de raigs X detectades mitjançant globus sonda.[8]
- Primera detecció de variabilitat de raigs X, observada en Scorpius X-1.
- Centelleigs ràpids en diverses fonts de raigs X durant observacions dutes a terme sota el projecte Small Astronomy Satellite 3 (SAS-3).[9]
- Walter Lewin va descobrir que les fonts de raigs X de centelleigs ràpids són de dos tipus: tipus I (centelleigs termonuclears) i tipus II (inestabilitats en el flux d'acreció).
- Descobriment d'oscil·lacions quasi-periòdiques (QPO) dependents de la intensitat, en el flux de raigs X de la GX5-1, observades per Lewin en la seva col·laboració amb l'Observatori Europeu EXOSAT, en col·laboració amb col·legues d'Amsterdam i Garching, Alemanya.[10]
- El púlsar GRO J1744-28, de tipus Bursting Púlsar, va ser descobert per Walter Lewin i els seus col·laboradors Kouveliotou i Van Paradijs de l'Observatori de raigs gamma Compton (GRO).

## Vida personal
Walter Lewin és un entusiasta de l'art i un col·leccionista. En una ocasió va donar una conferència sobre el tema a l'MIT "Looking at 20th Century Art through the Eyes of a physicist - Walter Lewin (vídeo)" (anglès). A la dècada dels anys 70 i 80 del segle xx va col·laborar amb els artistes Otto Piene (nascut a Alemanya), un dels fundadors del Moviment Zero i director del Center for Advanced Visual Studies de l'MIT, i Peter Struycken (Països Baixos), un dels artistes més destacats en Art computacional .

## Classes

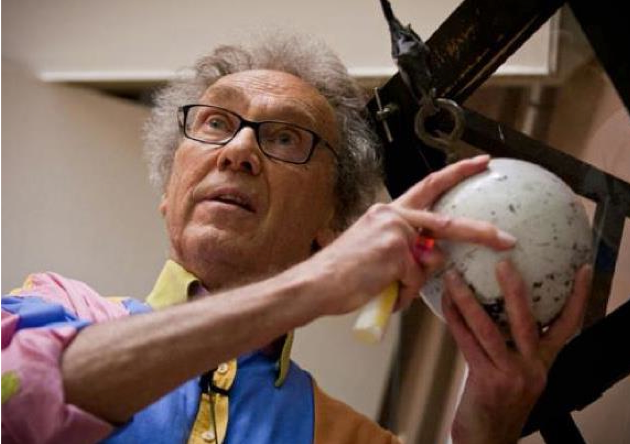
Classe de Walter Lewin a l'MIT el 2011

Moltes de les Classes de física de Walter Lewin que ha donat a l'MIT s'han difós per TV a la cadena UWTV de Seattle durant més de sis anys, aconseguint audiències de més de quatre milions de persones. Lewin en persona responia a centenars d'e-mails que rebia cada any de teleespectadors de la UWTV. Durant quinze anys va estar a la TV per cable de l'MIT, amb programes posats en antena les 24 hores del dia ajudant els estudiants de primer any amb els seus deures setmanals. Lewin també fa cursos en vídeo sobre Mecànica Newtoniana, Electricitat i Magnetisme, i Vibracions i Ones, que es poden veure per internet a la pàgina web de l'MIT OpenCourseWare .
Al desembre de 2014, l'MIT li va revocar el títol de Professor Emèrit a Lewin després d'una investigació interna que va determinar que Lewin havia violat la política universitària en assetjar sexualment una estudiant d'un curs en línia que va impartir a la tardor de 2013, aquesta investigació va ser molt polèmica en el seu moment per la falta de detalls i del coneixement de la gravetat dels fets. La investigació va ser criticada per possiblement seguir l'estricta política de l'MIT de tolerància zero, vegeu el cas Aaron Swartz.

## Selecció de publicacions
- Lewin, Walter H.G.; Jan van Paradijs, Ronald E. Taam «X-ray Bursts». Space Science Reviews, 62, 3-4, 27-10-2004, pàg. 223–389. DOI: 10.1007/BF00196124.
- D. Pooley, W.H.G. Lewin, S.F. Anderson, H. Baumgardt, A.V. Filippenko, B.M. Gaensler, L. Homer, P. Hut, V.M. Kaspi, B. Margon, S. McMillan, S. Portegies Zwart, M. van der Klis, & F. Verbunt «Dynamical Formation of Close Binary Systems in Globular Clusters». Astrophysical Journal, 591, 2003, pàg. L131–L134. DOI: 10.1086/377074.
- J. Miller, A. Fabian, R. Wijnands, R. Remillard, P. Wojdowski, N. Schulz, T. Di Matteo, H. Marshall, C. Canizares, & W. Lewin «Resolving the Composite Fe K-alpha Emission Line in the Galactic Black Hole Cygnus X-1 with Chandra». Astrophysical Journal, 578, 2002, pàg. 348–356. DOI: 10.1086/342466.
- D. Pooley, W. Lewin, L. Homer, S. Anderson, B. Gaensler, B. Margon, F. Verbunt, J. Miller, D. Fox, V. Kaspi & M. v.d. Klis «Optical Identifications of Multiple Faint X-ray Sources in the Globular Cluster NGC~6752: Evidence for Numerous Cataclysmic Variables». Astrophysical Journal, 569, 2002, pàg. 405. DOI: 10.1086/339210.
- C. Kouveliotou, J. van Paradijs, G. J. Fishman, M. S. Briggs, J. Kommers, B. A. Harmon, C. A. Meegan, W. H. G. Lewin «Discovery of a New Type of Burster from the Galactic Center Region». Nature, 379, 1996, pàg. 799. DOI: 10.1038/379799a0.
- M. v.d. Klis, J. Swank, W. Zhang, K. Jahoda, E. Morgan, W. Lewin, B. Vaughan, & J. van Paradijs «Discovery of Sub millisecond Quasi-periodic Oscillations in the X-ray Flux of Scorpius X-1». Astrophysical Journal, 469, 1996, pàg. L1. DOI: 10.1086/310251.
- W.H.G. Lewin, G.W. Clark and W.B. Smith «Observation of an X-Ray Flare from Sco X-1». Astrophysical Journal (Letters), 152, 1968, pàg. L55. DOI: 10.1086/180177.

### Llibres
- Lewin, Walter; Goldstein, Warren, For the Love of Physics: From the End of the Rainbow to the Edge of Time - A Journey Through the Wonders of Physics, Simon and Schuster, 2011. ISBN 978-1-4391-0827-7 (disponible en castellà, anglès, alemany, neerlandès, coreà, japonès, xinès, rus, italià i turc)
- Lewin, Walter; van der Klis, Michiel (editors), Compact stellar X-ray sources, Cambridge; New York: Cambridge University Press, 2006. ISBN 978-0-521-82659-4
- Lewin, Walter HG; van Paradijs, Jan; van den Heuvel, Edward PJ, (editors), X-ray binaries, Cambridge; Nova York: Cambridge University Press, 1995. ISBN 0-521-41684-1
- Truemper, J .; Lewin, WHG; Brinkmann, W., (editors), The evolution of galactic X-ray binaries, Dordrecht, Holland; Boston: D. Reidel Pub. Co .; Hingham, MA: Distribuït en USA i Canadà per Kluwer Academic Publishers, 1986. ISBN 90-277-2184-X
- Walter HG Lewin i Edward van den Heuvel. Accrétion-driven stellar X-ray sources, Eds. Cambridge University Press, 1983. ISBN 0 521 24521 4
- Lewin Walter; per amor a la física